# Credo (cristianismo)
O credo é uma fórmula doutrinária ou confissão de fé cristã. Chama-se às vezes um símbolo

## Nomes
O nome "Credo" explica-se por ser esta palavra latina ("Eu creio") a primeira nos mais conhecidos tais formulários.
A palavra símbolo é derivada do grego σύμβολον (symbolon), que significava a metade de um objeto quebrado para que, colocada junto com a outra metade, verificasse a identidade do portador. A palavra grega passou para symbolum em latim ("símbolo" em português).

## História
O credo era a princípio uma proclamação batismal enunciada pelo catecúmeno, contendo as proposições objeto da fé na qual estava sendo admitido o batizado. Mais tarde, em momentos de conflito sobre a doutrina, formularam-se credos ou símbolos uniformes para todas as Igrejas: assim a aceitação ou rejeição de um credo serviu para distinguir os teólogos crentes e negadores de uma doutrina específica ou um conjunto de doutrinas. Por essa razão um estudioso da materia disse: "Os antigos credos eram para catecúmenos, os novos para bispos."

## Exemplos
Um dos mais importantes  foi a síntese dos dogmas da fé promulgada pelo Primeiro Concílio de Niceia em 325 e que se chama o Credo Niceno.
Hoje em dia o mais conhecido é o Credo niceno-constantinopolitano, tradicionalmente considerado uma reelaboração do Credo Niceno feita pelo Primeiro Concílio de Constantinopla em 381. O nome de "Credo Niceno" é dado muitas vezes também a este texto. Até mesmo os nomes de "O Credo" ou "O Símbolo da Fé" (em grego Τὸ Σύμβολον τῆς Πίστεως) são aplicados frequentemente especificamente a este formulário, por ser usado na liturgia da Igreja católica e da Igreja ortodoxa.
A Igreja católica usa também o Credo dos Apóstolos e o Credo de Atanásio.
Um concílio (não ecumênico) reunido em Antioquia em 341 elaborou quatro credos. E existem do mesmo século os formulários arianos ou semiarianos conhecidos como o Credo de Sirmium e o Credo de Rimini.
O Concílio de Calcedônia, o quarto concílio ecumênico, proclamou o seu Credo calcedoniano no 451.

## Sentidos não religiosos
Credo é, tanto assim, de certo modo, uma expressão idiomática portuguesa proclamada pelos crentes referentes a algum particípio comum, designada com o objetivo de transmitir desassossego, inquietação, desprezo, mágoa, desespero, agonia, náusea, preocupação, indignação, surpresa e outros sentimentos relativos ao mal-estar humano individual e coletivo (tanto social como deveria).